# رام ناث
رام ناث (بالهندية: राम नाथ؛ بالإنجليزية: Ram Nath) هو مؤرخ هندي، ولد في 9 مارس 1933.